# Esther Duflo
Esther Duflo (Párizs, 1972. október 25. –) francia-amerikai közgazdász, aki férjével, Abhijit Banerjee-vel, valamint Michael Kremerrel megosztva elnyerte a 2019-es  közgazdasági Nobel-emlékdíjat.

## Magyarul megjelent művei
- A szegénység felszámolása: lépésről lépésre. 9 tanulmány a Rajk László Szakkollégium összeállításában; Rajk László Szakkollégium, Bp., 2014
- Abhijit V. Banerjee–Esther Duflo: A szegények gazdálkodása. A szegénység elleni küzdelem teljes újragondolása; ford. Hudecz András; Balassi, Bp., 2016
- Abhijit V. Banerjee–Esther Duflo: Jó közgazdaságtan nehéz időkre. Meggyőzőbb válaszok legégetőbb kérdéseinkre; ford. Garamvölgyi Andrea; HVG Könyvek, Bp., 2021